# 常州北站
常州北站是位于中国江苏省常州市新北区新桥镇的一座高速铁路车站，距离常州市中心大约有8公里，有京沪高速铁路经过。车站办理客运业务，设2站台6线，2011年6月30日随着京沪高铁的开通同时启用。
截至2025年4月运行图，常州北站每日办客144趟列车。

## 车站结构

### 站房
常州北站站房建筑长450米，高33米，总建筑面积12971平方米。站房大部一层，局部两层，站台被呈鱼形造型的钢结构雨棚包围，以体现常州“鱼米之乡”的历史文化底蕴的寓意。屋顶设有光伏发电设备。站房设计最高聚集人数为2000人。
常州北站站房综合楼位于站房中间，设有南北两个进站口，目前开放南进站口。南售票厅位于候车室东侧，设人工售票窗口4个，自动售票机10台。常州北站采用线下候车结构，设有500个候车座位、4个检票口：候车室东侧设有B1、B2检票口，西侧设有A1、A2检票口，通往高架二层的四个站台。车站出站口位于候车室西侧，有两组楼梯连接两座高架岛式站台。

### 增建計劃
2024年5月，常州市宣布對常州北站進行增建計劃。車站南廣場新建的6,600平米風雨連廊和南北向換乘走廊，讓旅客直接進出站。風雨連廊還將與改造中的地下車庫相連，屆時旅客可通過垂直客梯直達地下車庫進行換乘。

### 站线
常州北站站台位于架空二层，丹昆特大桥上。车站设2站台6线，其中正线2条，到发线4条，设有两个岛式站台。
| 2F  | 4站台    | 京沪高速铁路 往上海虹桥方向（无锡东）           |
| 2F  | 島式月台 |                                                 |
| 2F  | 3站台    | 京沪高速铁路 往上海虹桥方向（无锡东）           |
| 2F  | 通过线   | 京沪高速铁路 下行列车                           |
| 2F  | 通过线   | 京沪高速铁路 上行列车                           |
| 2F  | 2站台    | 京沪高速铁路 往北京南方向（丹阳北）             |
| 2F  | 島式月台 |                                                 |
| 2F  | 1站台    | 京沪高速铁路 往北京南方向（丹阳北）             |
| 1F  | 高铁站   | 进站口、售票厅、候车厅、出站口                  |
| 1F  | 高铁站   | 公交车站、快速公交（BRT）车站、常州汽车客运北站 |
| -1F | 接驳交通 | 停车场、出租车                                  |

## 接驳交通

### 巴士
常州北站公交车站位于出站口西侧100米。

| 常州北站   | 常州北站               | 常州北站               | 常州北站               | 常州北站               |
| 编号       | 路线                   | 路线                   | 路线                   | 备注                   |
| ---------- | ---------------------- | ---------------------- | ---------------------- | ---------------------- |
| B1         | 常州北站               | ⇆                      | 武进公交中心站         |                        |
| B10        | 常州北站               | ⇆                      | 常州客运中心           |                        |
| T2拥军二线 | 已于2022年11月30日停办 | 已于2022年11月30日停办 | 已于2022年11月30日停办 | 已于2022年11月30日停办 |
| 13         | 常州北站               | ⇆                      | 江南商场公交站         |                        |
| 26         | 常州北站               | ⇆                      | 永新路新港路           |                        |
| 27         | 常州北站               | ⇆                      | 西夏墅公交中心站       |                        |
| 35         | 孟河公交中心站         | ⇆                      | 常州北站               |                        |
| 44         | 常州北站               | ⇆                      | 圩塘渡口               |                        |
| 44A        | 常州北站               | ⇆                      | 国展青年公寓           | 定时班车               |
| 59         | 孟城                   | ⇆                      | 常州北站               |                        |
| 90         | 西林公园公交枢纽       | ⇆                      | 常州北站               | 定时班车               |
| 529        | 龙虎塘公交枢纽         | ⇆                      | 常州北站               |                        |
| 902        | 江南商场公交站         | ⇆                      | 常州北站               | 夜班                   |

### 长途客运
常州汽车客运北站位于常州北站南广场西侧，于2015年9月26日投入使用，主要发送以苏中、苏北等地的长途大巴线路。

### 地铁
常州地铁常州北站位于常州北站北广场的新八路下方，为地下二层岛式车站，于2019年9月21日启用。车站目前有地铁 █ 1号线经过，未来还将有地铁 █ 3号线经过。

## 轶事
2014年5月，常州北站站房顶部南侧霓虹灯发生故障，显示为“吊州北站”，引发网友热议。常州也因此被网友戏称为“吊州”或“大X州”。

## 车站周边
- 高铁生态公园
- 高铁站屋北侧公园
- 常州汽车客运北站
- 高新广场